# Dan Milisavljevic
Dan Milisavljevic (né le 31 janvier 1980) est un astronome canadien ayant participé à la découverte des lunes d'Uranus Ferdinand, Trinculo et Francisco ainsi que des lunes de Neptune Halimède, Sao, Laomédie et Néso.

## Biographie
Milisavljevic effectua ses études du premier cycle universitaire à l'université McMaster, où il fut intégré dans le célèbre programme McMaster Arts and Science. Après avoir obtenu son diplôme en 2004, il reçut une bourse du Commonwealth pour étudier à la London School of Economics. Là, il effectua un MSc en philosophie et en histoire des sciences et rédigea un mémoire sur l'interprétation de la mécanique quantique.  
Milisavljevic est actuellement étudiant au Dartmouth College dans le département de physique et d'astronomie.